# Thomas Portes
Thomas Portes, né le 18 novembre 1985 à Carmaux (Tarn), est un homme politique français. Il est élu député de La France insoumise de la 3e circonscription de la Seine-Saint-Denis lors des élections législatives de 2022 puis réélu en 2024 sous les couleurs du Nouveau Front populaire.
Il est salarié de la SNCF en disponibilité.

## Biographie

### Jeunesse et formation
Thomas Portes est né en 1985 à Carmaux (Tarn), « la ville de Jaurès », d'un père cheminot engagé à la CGT et d'une mère travaillant dans le secteur du logement social,. Il effectue sa scolarité à Agen au lycée Bernard Palissy puis obtient une licence de droit à l'université Bordeaux-IV.

### Carrière
En 2010, il intègre la SNCF en région Aquitaine et devient agent circulation[réf. souhaitée]. Il travaille comme chef circulation en horaires décalés à la gare de Montauban.
En 2019, il se met en disponibilité pour devenir chef de cabinet du maire de Champigny-sur-Marne.
En 2021, il devient directeur de la Confédération nationale du logement à Montreuil.

### Parcours politique
Membre du Parti communiste français (PCF), il participe à la création de la section départementale du Mouvement des jeunes communistes du Lot-et-Garonne qui se mobilise, entre autres pour permettre aux étudiants de prendre le train gratuitement et empêcher le licenciement d'une femme de ménage de la gare SNCF d'Agen,,.
En 2014, il est candidat aux élections municipales à Agen sur la liste de rassemblement de la gauche conduite par Emmanuel Eyssalet, qui est battue par la droite au premier tour,. Candidat aux élections départementales de 2015 en Lot-et-Garonne pour le PCF avec Karima Djemai, il réalise un score de 5,4 %.
En 2015, lors des élections régionales, il est candidat aux côtés d'Olivier Dartigolles, porte-parole du PCF, sur une liste de rassemblement de gauche. Candidat dans le Lot-et-Garonne, il est chargé de l'animation numérique de la campagne et des relations avec la presse sur la région Nouvelle-Aquitaine. La liste obtient 4,8 % des voix et ne peut pas fusionner au second tour.
À partir de 2018, il est chargé d'animer le collectif national des cheminots communistes dans le cadre d'une campagne intitulée « La bataille du rail ».
En 2018, il est membre de la direction fédérale du PCF et porte-parole de l'organisation pour le département.
De septembre 2019 à juillet 2020, il est chef de cabinet du maire de Champigny-sur-Marne Christian Fautré,.
En juin 2021, il rejoint le parti Génération.s et en devient le porte-parole national lors de la convention du mouvement qui se tient le 5 décembre[réf. nécessaire].
En 2021, dans le cadre de la primaire du Pôle écologiste, il est le porte-parole de Sandrine Rousseau (EELV) qu'il quitte en décembre 2021 après sa défaite pour soutenir Jean-Luc Mélenchon, refusant de faire campagne pour Yannick Jadot dont les positions « ne sont pas celles d'une remise en cause des logiques libérales du système. » Lors de la campagne présidentielle, il milite aux côtés d’Aurélie Trouvé, Éric Coquerel ou encore Anthony Smith.
En 2022, Il est candidat aux élections législatives dans la troisième circonscription de la Seine-Saint-Denis sous l'étiquette de la Nouvelle Union populaire écologique et sociale (NUPES). Il est élu au second tour face au candidat de La République en marche Patrice Anato avec 53,96 % des voix.
En 2024, il est réélu au second tour face à Denis Cretin-Gielly, candidat du Rassemblement national.

### Engagement syndical
Secrétaire du syndicat UFCM-CGT des cheminots du Tarn-et-Garonne, et membre de la direction départementale du syndicat[réf. nécessaire], il fait partie du comité d'hygiène, de sécurité et des conditions de travail[Lequel ?] et siège au conseil économique, social et environnemental régional d'Occitanie[Quand ?].
Après avoir participé pendant plusieurs jours en 2014 au mouvement opposé au projet de regroupement de la SNCF et RFF dans une même holding, il est l'auteur d'une lettre adressée à l'ensemble de ses collègues pour appeler à amplifier la mobilisation.
En mai 2019, il est à l'initiative d'un appel à maintenir le train Perpignan-Rungis (dit « train des primeurs ») stoppé durant l’été 2019 « faute de clients, et devant la vétusté de ses wagons réfrigérés », signé par des personnalités politiques, syndicales et associatives. Le gouvernement annonce finalement en juillet 2020 le retour de cette liaison via la procédure d'appel à manifestation d'intérêt.

## Prises de position

### Lutte contre l'extrême droite

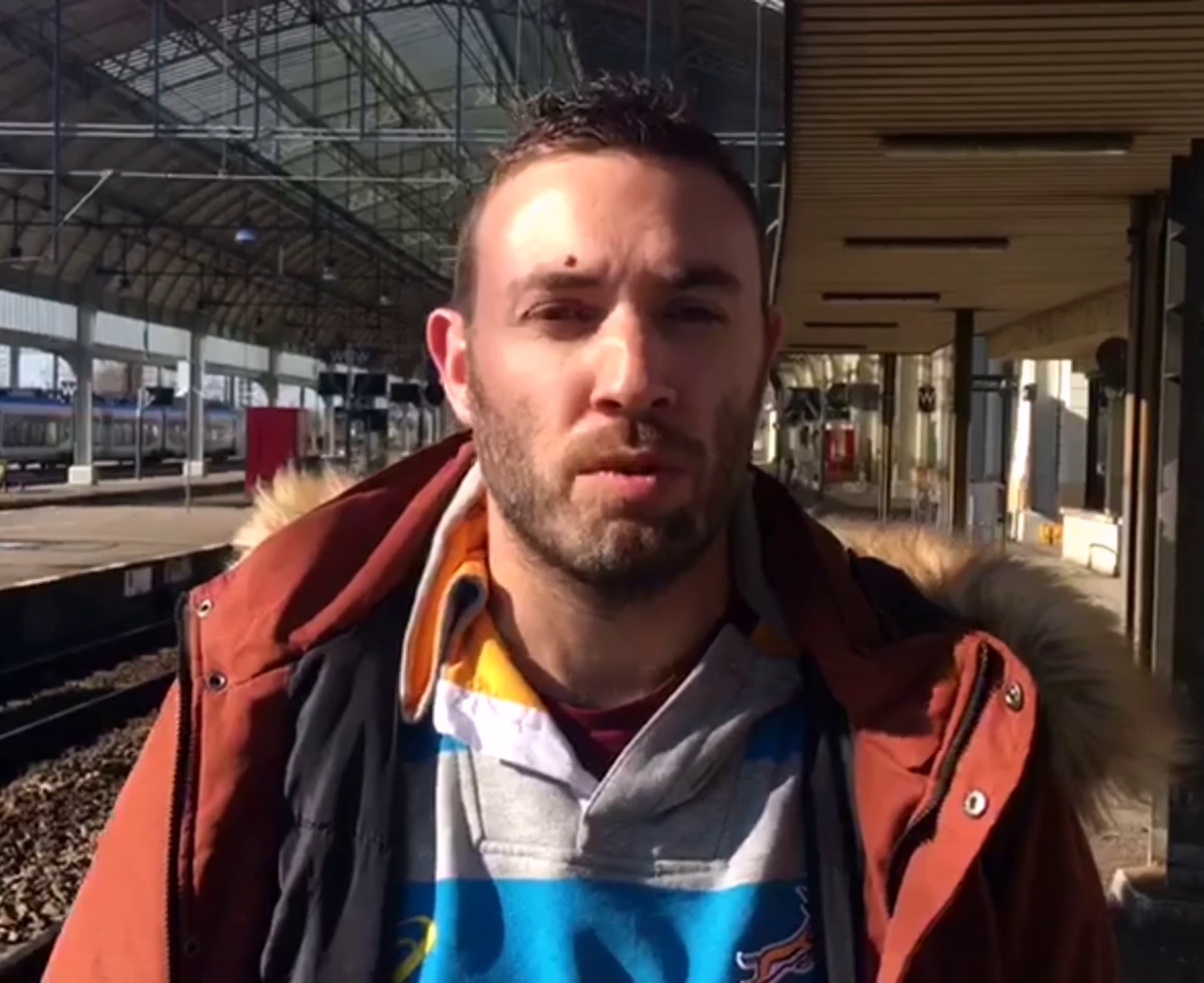
Thomas Portes en 2018.

En 2018, alors que le groupuscule d'extrême droite Génération identitaire mène une opération de propagande au col de l'Échelle, dans les Alpes, pour dénoncer ce qu'il appelle « l'invasion migratoire », le député dénonce l'opération sur le réseau social Twitter. Quelques mois après, il est assigné en justice pour « injures publiques » par Génération identitaire. Un comité de soutien présidé par Marie-Pierre Vieu, ancienne députée européenne PCF, est créé. Le procès initialement prévu le 31 janvier 2020 se tient en septembre 2021. Le 21 octobre 2021, Thomas Portes est relaxé par le tribunal de Paris, gagnant ainsi le procès intenté par Génération Identitaire.[réf. nécessaire]
À la suite de ce procès, il publie un livre intitulé Au cœur de la haine, qui décrit l'extrême droite en France et en Europe.
En novembre 2022, il dépose une résolution co-signée par plus de 60 députés de la NUPES pour demander la constitution d’une commission d'enquête parlementaire sur les groupuscules d'extrême droite en France.
En juillet 2023, il est menacé de mort par le groupuscule d'extrême droite « Comité 732 ». C’est la deuxième fois que Thomas Portes est visé par un courrier de menaces de mort provenant de ce groupuscule. Le député, ainsi que deux ONG humanitaires, qui avaient préféré rester discrètes pour des raisons de sécurité, avaient déjà été pris pour cible via des missives similaires le 24 novembre 2022.

### Conflit israélo-palestinien
Le 5 octobre 2023, Thomas Portes se rend à la frontière entre l'Égypte et Gaza pour rencontrer Abu Amir Eleiwa, coordinateur de l'association française Humani'Terre, une association proche des Frères musulmans et du Hamas,. Le 28 octobre 2023, il participe à une manifestation de soutien à la Palestine interdite par la préfecture de Paris, lors de laquelle il demande au journaliste Frédéric Haziza s'il condamne « le terrorisme de l'État d'Israël ».
Le 3 février 2024, il rencontre l'ambassadeur de France en Égypte, Éric Chevallier, avant de se rendre le lendemain, avec d'autres députés de la NUPES, devant le poste-frontière de Rafah pour s'enquérir de la situation humanitaire dans la bande de Gaza.
En mars 2024, un citoyen français de confession juive dépose plainte pour « diffamation publique en raison de la religion » contre Thomas Portes. Celui-ci avait relayé des messages accusant nommément ce jeune Lyonnais, qui nie les faits, après la diffusion sur les réseaux sociaux d’une vidéo montrant des soldats de Tsahal violentant des prisonniers palestiniens.
Le 4 juin 2024, il fait partie des plus de soixante-dix députés de la NUPES à venir habillés aux couleurs du drapeau palestinien dans l'hémicycle. Le même jour, un de ses collaborateurs est exclu du palais Bourbon pour s'y être présenté en keffieh palestinien.
Selon l'hebdomadaire Franc-Tireur, le 19 juin 2024, il accuse dans un tweet — ensuite effacé — « Netanyahou et ses complices » d'avoir délibérément laissé se produire l'attaque du Hamas contre Israël d'octobre 2023. Selon Rudy Reichstadt, cette accusation viserait en réalité « à inverser le statut de la victime et du bourreau, à exonérer les assassins du Hamas de la responsabilité de leurs crimes ».
À la veille des Jeux olympiques de Paris 2024, il affirme que « les sportifs israéliens ne sont pas les bienvenus » et appelle à se mobiliser contre leur présence. Ces propos suscitent une vive polémique.

## Signalements pour harcèlement sexuel
De 2014 à 2018, il se montre très insistant pour solliciter des relations avec des militantes des Jeunes communistes, dont Shirley Wirden devenue par la suite adjointe au maire de Paris. Des signalements remontent au secrétaire national Olivier Dartigolles, qui dit avoir eu une « explication franche avec lui ».
En juillet 2018, le groupe des référents VSS (Violences sexistes et sexuelles) du Parti communiste français reçoit le signalement d'une militante  disant avoir été victime de harcèlement de la part de Thomas Portes, ce qui conduit le nouveau secrétaire national du PCF Fabien Roussel à ne pas retenir sa candidature pour intégrer le conseil national du parti, qu'il quittera peu après. 
En juillet 2022, le comité de suivi contre les VSS de La France insoumise reçoit un signalement d'une militante, Mathilde Marchand, évoquant plusieurs épisodes impliquant Thomas Portes, notamment l'envoi de messages inappropriés. Il reçoit la plus petite sanction prévue par la comité, un avertissement,,.

## Affaire judiciaire

### Plainte pour diffamation
Thomas Portes a été renvoyé devant le tribunal correctionnel pour diffamation le 7 juillet 2025, à la suite d’un tweet publié le 14 mai 2024 sur le réseau X. Dans ce message, il accusait le collectif juif Nous vivrons (fondé après les attaques du Hamas du 7 octobre 2023) de constituer « un groupuscule violent et raciste », de soutenir les « crimes de guerre israéliens » et de « promouvoir le génocide » . Le collectif avait déposé plainte avec constitution de partie civile en juin 2024, estimant que ces propos étaient de nature à « porter atteinte à l’honneur et à la considération » de l’association. Sarah Aizenman, porte-parole de Nous vivrons, a affirmé que Portes leur « met une cible dans le dos », tandis que leur avocat, Maître Patrick Klugman, a dénoncé ces accusations comme « parfaitement ignominieuses ». Thomas Portes n’a pas donné suite aux sollicitations de la presse.

## Polémiques

### Exclusion temporaire de l'Assemblée et autres altercations
Le 9 février 2023, dans le contexte de mobilisations contre le projet de réforme des retraites, Thomas Portes partage une publication sur le réseau social Twitter où il demande — avec son écharpe de député — au ministre du Travail Olivier Dussopt de retirer « [sa] réforme » tout en posant son pied sur un ballon de football posé au sol, avec, collé sur celui-ci, le portrait du ministre Olivier Dussopt.
La publication provoque l'indignation dans les rangs de Renaissance,. Olivier Dussopt fait, quant à lui, savoir sa « consternation ». Lamia El Aaraje, porte-parole du Parti socialiste, parle « d'outrance » et de « choses qui sont extrêmement graves » pour qualifier le geste,. Le secrétaire national du Parti communiste français, Fabien Roussel, condamne également la publication.
Le 10 février 2023 à l'Assemblée nationale, des passes d'armes entre élus et une suspension de séance ont lieu après une prise de parole de Thomas Portes, qui est alors la cible de demandes d'excuses et de huées et hurlements, principalement de la part de la majorité présidentielle. Le député fait savoir aux micros de journalistes que son tweet « n'était pas un appel à la violence », tout en regrettant « si des personnes l'ont mal interprété [ou] l'ont mal vécu ». Il déclare cependant qu'il le « referait » et dit « l'assumer ». Au cours de cette suspension de séance, le bureau de l'Assemblée nationale se réunit en sa présence et le sanctionne d'une exclusion de 15 jours de séance et de la privation de la moitié de son indemnité parlementaire pendant deux mois,. Thomas Portes réagit en se disant « surpris » de la sévérité de ces sanctions, « disproportionnées » selon lui.
Le 30 octobre 2024, Thomas Portes menace un de ses collègues RN à l’Assemblée durant un débat sur le conflit au Proche-Orient aux mots de « Ferme ta gueule, toi ! On va s'occuper de toi », altercation commentée par une grande partie de la presse. Le bureau de l'Assemblée nationale sanctionne Thomas Portes pour ses propos et le sanctionne en le privant d'un quart de sa rémunération parlementaire pendant un mois.

### Sur les sportifs israéliens
Dans le contexte de la guerre entre Israël et le Hamas depuis 2023, au cours d'un rassemblement à Paris en soutien à la Palestine, le 20 juillet 2024, il affirme que pour les Jeux olympiques d'été de 2024 se déroulant à Paris, « les sportifs israéliens ne sont pas les bienvenus », et appelle à « utiliser pour cette échéance tous les leviers que nous avons pour créer une mobilisation ».
La présidente de l'Organisation juive européenne Muriel Ouaknine-Melki et le militant LGBT Guillaume Mélanie annoncent porter plainte contre Thomas Portes,. Yonathan Arfi, président du Conseil représentatif des institutions juives de France (CRIF), fait un parallèle avec la prise d'otages des Jeux olympiques de Munich de 1972, où 11 athlètes israéliens avaient été assassinés par Septembre noir, et affirme que le député légitime le Hamas,,. Jordan Bardella, président du Rassemblement national, dénonce une « haine décomplexée et aveugle » et dresse le même parallèle avec les attentats de Munich. L'adjointe à la mairie de Paris Karen Taïeb réagit en affirmant que les députés LFI sont « un danger et une honte » et que Thomas Portes « prône la haine »,,. Le ministre de l'Intérieur Gérald Darmanin caractérise ces propos « d'antisémites » et affirme que Thomas Portes « met une cible dans le dos des athlètes israéliens ». Le maire Horizons de Nice, Christian Estrosi, appelle à la dissolution de La France insoumise.  La haute fonctionnaire Lucie Castets qualifie ces propos de « maladroits », rajoutant qu'il faut préserver la sécurité des sportifs israéliens.
Le coordinateur national de LFI Manuel Bompard et le député REV Aymeric Caron apportent quant à eux leur soutien à Portes,.
Revenant sur ses propos, Thomas Portes explique qu'il n'est pas contre la participation de sportifs israéliens, mais seulement s'ils le font sous bannière neutre, tout comme pour les sportifs russes dans le contexte de la guerre russo-ukrainienne. En janvier 2024, il avait déjà affirmé dans un tweet : « Les sportifs israéliens doivent participer, à titre individuel, avec un uniforme blanc, sous drapeau et hymne olympique »,. Voulant en « finir avec le deux poids, deux mesures » diplomatique, le député précise que « le CIO a à plusieurs reprises interdit les Jeux olympiques à des pays pour leur rôle dans des guerres et des crimes contre l’humanité. »  Emmanuel Macron avait justifié pour sa part le traitement différencié entre athlètes russes et israéliens au motif qu’Israël « n’est pas un attaquant ». Le même jour, le Comité olympique palestinien annonce avoir demandé au Comité international olympique « l’exclusion immédiate d’Israël des Jeux olympiques de Paris-2024 », estimant notamment qu’Israël a violé la trêve olympique proclamée par le CIO en menant des « bombardements sur Gaza ayant eu pour conséquence des victimes civiles ».

## Ouvrage
Au cœur de la haine, Tarbes, éditions Arcane 17, 14 janvier 2020, 180 p. (ISBN 978-2918721826)

## Liens